# 魯菲吉河

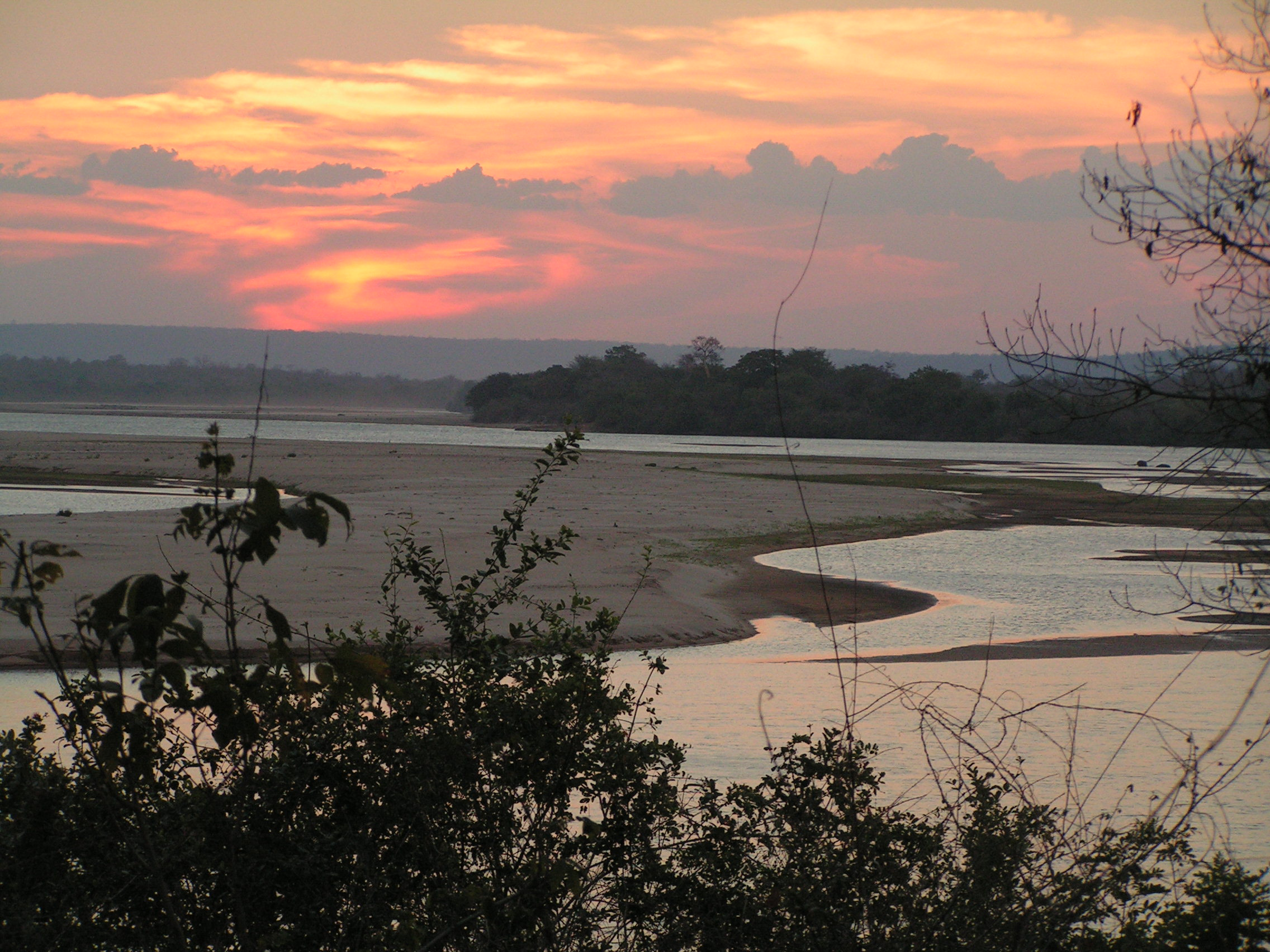
魯菲吉河

魯菲吉河（Rufiji River）是非洲坦桑尼亞的河流，河道全長約600公里，發源自坦桑尼亞西南部，而河口在馬菲亞島附近注入印度洋，主要的支流有大魯阿哈河，可讓船隻航行的河道長約100公里。
魯菲吉河位於達累斯薩拉姆以南約200公里，河口的三角洲擁有全球最大的紅樹林。

## 外部連結
- 魯菲吉河流域地圖

8°00′S 39°20′E / 8.000°S 39.333°E